# Kalendarium wydarzeń związanych z Jerzym Popiełuszką

## Dzieciństwo i młodość
- 14 września 1947 – Przychodzi na świat w święto Podwyższenie Krzyża Świętego, w Okopach k. Suchowoli jako syn Władysława i Marianny z d. Gniedziejko.
- 16 września 1947 – Przyjmuje chrzest w kościele parafialnym św. Apostołów Piotra i Pawła w Suchowoli; nadano mu imię Alfons.
- 1 września 1954 – Rozpoczyna naukę w Szkole Podstawowej w Suchowoli.
- 3 czerwca 1956 – Pierwsza Komunia św. w kościele parafialnym w Suchowoli[1].
- 17 czerwca 1956 – Sakrament bierzmowania z rąk bp. Władysława Suszyńskiego. Alek przyjął imię Kazimierz; nosił je jego dziadek[1].
- 1 czerwca 1965 Zdał maturę w Liceum Ogólnokształcącym w Suchowoli[1].
- 24 czerwca 1965 – Po maturze zgłasza się i zostaje przyjęty do Seminarium Metropolitalnego w Warszawie. Studia rozpoczyna we wrześniu.
- 25 października 1966 – 16 października 1968; odbywa służbę wojskową w kleryckiej jednostce o zaostrzonym regulaminie w Bartoszycach.
- 18 kwietnia 1970 – Przechodzi ciężką operację tarczycy związaną z komplikacjami i zagrożeniem życia. Całe seminarium duchowne modliło się o jego zdrowie.
- 13 maja 1971 – Zmienia imię (w sposób urzędowy) z Alfonsa na Jerzy Aleksander.

## Kapłaństwo
- 12 grudnia 1971 – Otrzymał święcenia subdiakońskie[1].
- 12 marca 1972 – Diakonat[1].
- 28 maja 1972 – Przyjmuje święcenia kapłańskie w Archkatedrze św. Jana w Warszawie z rąk bł. kardynała Stefana Wyszyńskiego. Na obrazku prymicyjnym ks. Jerzy napisał słowa: „Posyła mnie Bóg, abym głosił Ewangelię i leczył rany zbolałych serc”[1].
- 2 czerwca 1972 – Odprawia mszę św. prymicyjną.
- 19 czerwca 1972 – Otrzymuje nominację na wikariusza parafii Świętej Trójcy w Ząbkach k. Warszawy.
- 1 października 1974 – Rozpoczyna zaoczne dwuletnie Studium Pastoralne na Wydziale Teologicznym KUL-u[1].
- 4 października 1975 – Zostaje wikariuszem w parafii Matki Bożej Królowej Polski w Aninie.
- 20 maja 1978 – Zostaje przeniesiony na wikariat do parafii Dzieciątka Jezus na Żoliborzu. Nastąpiło pogorszenie stanu zdrowia. Kilka tygodni przebywa w szpitalu[1].
- 19 lutego 1979 – Otrzymuje nominację na duszpasterza średniego personelu medycznego w Warszawie.
- 25 maja 1979 – Zostaje przeniesiony do duszpasterstwa akademickiego przy kościele św. Anny w Warszawie.
- 20 maja 1980 – Zostaje rezydentem w parafii św. Stanisława Kostki na Żoliborzu z przeznaczeniem do duszpasterstwa specjalistycznego Służby Zdrowia. Jest to ostatnie miejsce zamieszkania i pracy[1].
- 8-29 czerwca 1980 – Odwiedza ciotkę Mary Kalinowski w Stanach Zjednoczonych. Przybywał w Karolinie Północnej, Wirginii i na Florydzie.
- 31 sierpnia 1980 – Odprawia mszę św. dla strajkujących hutników w Hucie Warszawa.
- 16 grudnia 1980 – Jest obecny na uroczystości odsłonięcia Pomnika Stoczniowców poległych w grudniu 1970[2].
- 26 kwietnia 1981 – Poświęcił sztandar NSZZ „Solidarność” Huty Warszawa przyniesiony przez hutników do kościoła św. Stanisława Kostki.
- 6 października 1981 – Podjął się opieki duszpasterskiej nad chorymi w Domu Zasłużonego Pracownika Służby Zdrowia w Warszawie przy ul. Elekcyjnej 37, urządzając tam kaplice i stając się na mocy nominacji kurialnej kapelanem[1].
- listopad 1981 – Wspierał strajkujących studentów Wyższej Oficerskiej Szkoły Pożarnictwa[1].
- 13 grudnia 1981 – W Polsce ogłoszony został stan wojenny.
- 18 lutego 1982 – Odprawia pierwszą mszę św. za Ojczyznę w kościele św. Stanisława Kostki na Żoliborzu, w czasie której wygłosił pierwsze ze swoich 26. słynnych kazań.
- marzec 1982 – Pobyt w szpitalu kolejowym w Warszawie[1].
- 19 maja 1983 – Poprowadził pogrzeb Grzegorza Przemyka, maturzysty pobitego na śmierć przez milicjantów z komisariatu w Warszawie przy ul. Jezuickiej 1/3[1].
- 30 sierpnia 1983 – W drodze do Gdyni, gdzie miał wygłosić kazanie, zostaje zatrzymany przez milicję i przetrzymany przez 8 godzin na komisariacie w Łomiankach. Do wyjazdu nie doszło.
- 18 września 1983 – Pierwsza pielgrzymka ludzi pracy na Jasną Górę.
- 12 grudnia 1983 – Przesłuchiwany w prokuraturze w Warszawie. W mieszkaniu ks. Jerzego przy ul. Chłodnej przeprowadzono rewizję, a kapłana przetrzymywano przez dwa dni w areszcie, w Pałacu Mostowskich. Prokurator Anna Jackowska przedstawiła ks. Jerzemu zarzuty[1].
- 27 grudnia 1983 – Jerzy Urban, rzecznik prasowy rządu, pod pseudonimem Michał Ostrowski publikuje oszczerczy artykuł przeciw ks. Jerzemu, zob. „Express Wieczorny” z 27 XII 1983. Artykuł „Garsoniera obywatela Popiełuszki” był potem powtarzany w innych mediach[1].
- 2 stycznia 1984 – Ks. Jerzy na polecenie arcybiskupa Bronisława Dąbrowskiego w 13 punktach zbija zarzuty i insynuacje wysunięte przez Jerzego Urbana.
- 12 czerwca 1984 – Przesłuchanie ks. Jerzego przez władze bezpieczeństwa w Pałacu Mostowskich w Warszawie, gdzie przedstawiono mu akt oskarżenia.
- 26 czerwca 1984 – Przesłuchanie ks. Jerzego w Prokuraturze Okręgowej w Warszawie.
- 2 lipca 1984 – Wysunięcie przez Prokuraturę Okręgową w Warszawie zarzutów, że ks. Jerzy rzekomo „nadużywając funkcji kapłana czyni z kościołów miejsce szkodliwej dla interesów PRL propagandy antypaństwowej, tj. o przestępstwo z art. 194 kk w związku z art. 58”.
- 12 lipca 1984 – Złożenie w Sądzie Rejonowym dla miasta stołecznego Warszawy aktu oskarżenia przeciwko ks. Jerzemu przez wiceprokurator wojewódzką Annę Jackowską.
- 15 lipca 1984 – Odczytanie w kościele św. Stanisława Kostki komunikatu kapłanów stwierdzającego, że „Ks. Jerzy pracuje w tej parafii, my kapłani współodpowiedzialni za życie duszpasterskie, uważamy za swój obowiązek zaprotestować publicznie przeciwko niesłusznym oskarżeniom, a wiernych wzywamy do modlitwy”.
- 29 lipca 1984 – Ks. prałat Teofil Bogucki, proboszcz parafii św. Stanisława Kostki w homilii podczas mszy św. za Ojczyznę bierze w obronę ks. Jerzego przed atakami władz państwowych.
- 24 sierpnia 1984 – Umorzenie postępowania karnego wobec ks. Jerzego na mocy decyzji Sądu Rejonowego m. st. Warszawy.
- 26 sierpnia 1984 – Ks. Jerzy wygłasza ostatnią homilię podczas mszy św. za Ojczyznę.
- 9 września 1984 – Ks. Jerzy wygłasza dla robotników homilię w kościele św. Stanisława Kostki, w której protestuje przeciw sugestiom Jerzego Urbana, rzecznika prasowego rządu PRL, „by takich ludzi, jak on wysyłać na banicję”.
- 12 września 1984 – W gazecie sowieckiej „Izwiestia” ukazuje się artykuł Leonida Toporkowa szkalujący „Solidarność” i ks. Jerzego.
- 19 września 1984 – W warszawskim tygodniku „Tu i Teraz” ukazuje się oszczerczy atak na osobę ks. Jerzego pt. „Seanse nienawiści” pióra Jerzego Urbana, który posłużył się pseudonimem Jan Rem.
- 25 września 1984 – W Departamencie MSW w Warszawie odbywa się narada wysokich urzędników nad sposobem „uciszenia” księży „działających na szkodę państwa” (Małkowskiego, Jankowskiego i Popiełuszki).
- 30 września 1984 – Ks. Jerzy uczestniczy w II Pielgrzymce Ludzi Pracy na Jasną Górę. Poznał tam ks. Jerzego Osińskiego, który zaprosił go do Bydgoszczy, do parafii Świętych Polskich Braci Męczenników, by 19 października odprawił tam mszę świętą i wygłosił kazanie. Ksiądz Osiński nie przypuszczał, że zaprasza księdza Popiełuszkę na ostatnią mszę świętą w jego życiu.
- 8 października 1984 – Ks. Jerzy odprawił mszę św. w parafii Podwyższenia Krzyża Świętego w Bytomiu[2].
- 9 października 1984 – Urzędnicy MSW podejmują decyzję o likwidacji ks. Jerzego.
- 13 października 1984 – Ks. Jerzy w towarzystwie Waldemara Chrostowskiego i Seweryna Jaworskiego udaje się do Gdańska. Od kościoła św. Stanisława Kostki cały czas jest śledzony przez Grzegorza Piotrowskiego, Leszka Pękalę i Waldemara Chmielewskiego, którzy jechali za nim.
- 13 października 1984 – Ks. Jerzy odprawia mszę św. w kościele św. Brygidy w Gdańsku i wygłasza homilię.
- 13/14 października 1984 ok. godz. 24.00 – Koło Ostródy nieudany zamach na życie ks. Jerzego w drodze powrotnej z Gdańska do Warszawy. Sprawcami byli kapitan Grzegorz Piotrowski, Leszek Pękala i Waldemar Chmielewski.
- 15 października 1984 – Ks. Jerzy przebywa na Jasnej Górze, gdzie odprawia mszę św. za chorego ks. Teofila Boguckiego, swego proboszcza, który w tym czasie leżał w szpitalu.

## Męczeństwo
- 19 października 1984 godz. 18.00 – ks. Jerzy odprawia mszę św. i prowadzi nabożeństwo różańcowe w kościele Świętych Polskich Braci Męczenników w Bydgoszczy, dokąd udał się samochodem ze swym kierowcą, Waldemarem Chrostowskim.
- 19 października 1984 ok. godz. 22.00 – W drodze powrotnej do Warszawy, w okolicach miejscowości Przysiek koło Torunia, ks. Jerzy zostaje uprowadzony przez funkcjonariuszy Ministerstwa Spraw Wewnętrznych: Grzegorza Piotrowskiego, Leszka Pękalę i Waldemara Chmielewskiego. Związany, skatowany bestialsko, wepchnięty do bagażnika samochodu i na tamie włocławskiej – w worku, obciążony kamieniami – wrzucony do Wisły.

## Po śmierci
- 20 października 1984 godz. 19:50 – Dziennik Telewizyjny informuje o uprowadzeniu księdza Popiełuszki. Zaraz po wieczornej wiadomości ludzie gromadzą się w kościele. O godzinie 22 zostaje odprawiona pierwsza msza w intencji ocalenia księdza Jerzego. Druga ma miejsce o godzinie 24[3].
- 21 października 1984 – Od godziny 7 rozpoczynają się codzienne msze w intencji ocalenia księdza Popiełuszki.
- 21 października 1984 godz. 19:30 – Dziennik Telewizyjny ponownie informuje i podaje rozszerzony opis o uprowadzeniu księdza Popiełuszki.
- 22 października 1984 – Biuro Prasowe Episkopatu Polski wydaje specjalny komunikat o porwaniu kapłana. Osobny komunikat wydaje Kuria Warszawska bezpośrednio odpowiedzialna za kapłana swojej diecezji.
- 23 października 1984 – Waldemar Chrostowski zostaje pod ochroną MSW przewieziony do Warszawy. Udaje się bezpośrednio do kościoła św. Stanisława Kostki i pozostaje na plebanii.
- 24 października 1984 godz. 12:00 – Jan Paweł II podczas audiencji generalnej w Rzymie wypowiedział się o księdzu Jerzym, solidaryzując się z wiernymi, którzy czekali na powrót kapłana[4].
- 24 października 1984 – Władze ujawniają, że zatrzymani zostali oficerowie Służby Bezpieczeństwa.
- 26 października 1984 – W kościele ks. Jan Sikorski odprawia drogę krzyżową z udziałem 200 kleryków Warszawskiego Seminarium Duchownego.
- 27 października 1984 – Ujawniono nazwiska porywaczy, wiadomo że są to pracownicy IV Departamentu MSW, zajmującego się zwalczaniem Kościoła katolickiego: naczelnik jednego z wydziałów: Grzegorz Piotrowski i dwaj funkcjonariusze departamentu: Leszek Pękala i Waldemar Chmielewski.
- 29 października 1984 – Nadano komunikat, z którego wynika, że rozpoczęto poszukiwania ciała księdza Popiełuszki na Wiśle pod Toruniem i Włocławkiem.
- 30 października 1984 ok. godz. 17:00 – Odnaleziono ciało ks. Jerzego w zalewie koło tamy we Włocławku. W nocy zostało przewiezione do Zakładu Medycyny Sądowej w Białymstoku.
- 31 października 1984 – Sekcja zwłok ks. Popiełuszki w Zakładzie Medycyny Sądowej Akademii Medycznej w Białymstoku, pod kierunkiem prof. Marii Byrdy i dr. Tadeusza Jóźwika.
- 2 listopada 1984 – Dekret kard. Józefa Glempa zezwalający na pogrzebanie ks. Jerzego na cmentarzu przykościelnym św. Stanisława Kostki.
- 2 listopada 1984 – Rozpoznanie zwłok ks. Jerzego w prosektorium szpitala w Białymstoku, ubranie zwłok, włożenie do trumny i przywiezienie do kościoła św. Stanisława Kostki w Warszawie, po uroczystym pożegnaniu w Białymstoku. Prymas Polski zlecił to zadanie ks. Grzegorzowi Kalwarczykowi i ks. Edwardowi Żmijewskiemu. Przez całą noc trwało czuwanie przy trumnie. Nad ranem, gdy wyproszono wszystkich z kościoła, po raz ostatni otwarto trumnę, by rodzice mogli jeszcze raz zobaczyć zwłoki syna[2].
- 3 listopada 1984 – Pogrzeb ks. Popiełuszki w grobie przy kościele św. Stanisława Kostki w Warszawie. Uroczystościom przewodniczył kard. Józef Glemp, metropolita gnieźnieński i warszawski, Prymas Polski. We mszy św. uczestniczyło sześciu biskupów, ponad tysiąc kapłanów i kilkaset tysięcy wiernych z Warszawy i całej Polski[5].
- 13 grudnia 1984 – Ks. prałat Teofil Bogucki powołał ruch obrony życia im. ks. Jerzego Popiełuszki.
- 27 grudnia 1984 do 7 lutego 1985 – Przed sądem w Toruniu odbył się starannie wyreżyserowany przez władze PRL proces zabójców ks. Jerzego. Grzegorz Piotrowski został skazany na 25 lat więzienia, Leszek Pękala na 15 lat, a Waldemar Chmielewski na 14 lat. 25 lat otrzymał płk Adam Pietruszka, resortowy zwierzchnik zabójców. Oskarżeni do końca nie przyznali się do winy, a swoje wyjaśnienia przed sądem wykorzystali do brutalnych ataków na Kościół katolicki i jego hierarchię. Dwukrotnie objęła ich amnestia (w 1986 i 1987 roku; wyrok Pękali to 6 lat, Chmielewski ma do odsiedzenia 4 lata i sześć miesięcy, Piotrowski – 15 lat) i od wielu lat są na wolności. Jako oskarżyciele posiłkowi – broniący również dobrego imienia ks. Jerzego i jego rodziny – wystąpili mecenasi Andrzej Grabiński, Krzysztof Piesiewicz, Jan Olszewski, Edward Wende[1].
- 19 i 22 kwietnia 1985 – Sąd Najwyższy po rozprawie rewizyjnej utrzymał w mocy wyrok Sądu Wojewódzkiego w Toruniu.
- Wrzesień 1986 – burmistrz Nowego Jorku Ed Koch podczas uroczystości nadał imię Jerzego Popiełuszki jednemu z placów w mieście[6].
- 14 czerwca 1987 – Do grobu ks. Jerzego przybył Jan Paweł II.
- 9 września 1987 – Zmarł ks. prałat Teofil Bogucki, proboszcz parafii św. Stanisława Kostki w Warszawie. Został pochowany przy kościele św. Stanisława Kostki
- 15.01.1990 – Ustanowienie  Fundacji im. Ks. Jerzego Popiełuszki na Rzecz Liceum Ogólnokształcącego w Suchowoli, w celu popularyzowania osoby Księdza Jerzego Popiełuszki (nr KRS 0000036761, poprzednio  REJESTR FUNDACJI 373 SĄD REJONOWY DLA MIASTA WARSZAWY – PRAGI WYDZIAŁ I CYWILNY)[7]
- 11 października 1990 – w Toruniu odsłonięto kamień upamiętniający ks. Jerzego przy ulicy Bydgoskiej
- 1990 – Wszczęto śledztwo w sprawie tzw. sprawstwa kierowniczego zabójstwa księdza Popiełuszki wobec byłego wiceszefa MSW i szefa SB gen. Władysława Ciastonia oraz szefa IV Departamentu MSW gen. Zenona Płatka.
- 1991 – Od sprawy zostaje odsunięty prokurator Andrzej Witkowski.
- 17 października 1992 – W Paryżu został odsłonięty pomnik ks. Jerzego Popiełuszki.
- 1994 – Sąd uniewinnił obydwu generałów: Ciastonia i Płatka z zarzutu kierowania zabójstwem księdza Jerzego.
- 4 lutego 1995 – abp Henryk Muszyński nadał hospicjum w Bydgoszczy imię ks. Jerzego Popiełuszki[8].
- 1996 – Sąd Apelacyjny w Warszawie uchyla wyrok uniewinniający w sprawie generałów Ciastonia I Płatka; oznacza to wznowienie postępowania.
- 8 lutego 1997 do 8 lutego 2001 – Trwał proces beatyfikacyjny Ks. Jerzego. Postulatorem był ks. infułat Zdzisław Król, promotorem o. Gabriel Bartoszewski OFMCap, sędziami księża prałaci Grzegorz Kalwarczyk i Stefan Kośnik, a notariuszem Zofia Grzelczyk i Katarzyna Soborak.
- 3 maja 2001 – W Watykanie rozpoczął się drugi etap procesu beatyfikacyjnego. Postulatorem został ks. Zbigniew Kiernikowski, a po jego nominacji na biskupa siedleckiego – ks. Tomasz Kaczmarek.
- 5 lutego 2002 – Własne śledztwo rozpoczyna prokurator Witkowski (pracuje wówczas w oddziałowej Komisji Ścigania Zbrodni przeciwko Narodowi Polskiemu IPN w Lublinie); ma ono na celu ujawnienie w peerelowskim MSW „związku przestępczego”, działającego w latach 1956–1989: zostaje od niego odsunięty w październiku 2004.
- 25 maja 2002 – Przy grobie ks. Jerzego modlił się kardynał Joseph Ratzinger, prefekt Kongregacji Nauki i Wiary. Do Księgi Pamiątkowej wpisał słowa. „Niech Pan błogosławi Polskę dając jej kapłanów mających ducha ewangelicznego Popiełuszki”.
- Uchwałą nr 147/XXVII/2004 Rady Miasta Ząbki z dnia 14 października 2004 nadano pośmiertnie tytuł Honorowego Obywatelstwa Miasta Ząbki ks. Jerzemu Popiełuszce[9]
- 16 października 2004 – Otwarte zostało Muzeum ks. Jerzego Popiełuszki.
- marzec 2007 – Publiczne Gimnazjum nr 2 w Ząbkach otrzymuje imię ks. Jerzego Popiełuszki.
- 19 maja 2009 – Przy grobie księdza Jerzego modlił się abp Angelo Amato, prefekt Dykasterii Spraw Kanonizacyjnych wraz z kardynałem Williamem Josephem Lwvadą prefektem Kongregacji Nauki Wiary.
- 13 października 2009 – Pośmiertnie odznaczony przez prezydenta RP Lecha Kaczyńskiego Orderem Orła Białego.
- 19 grudnia 2009 – Papież Benedykt XVI wydał Dekret o męczeństwie ks. Jerzego Popiełuszki.
- 6-7 kwietnia 2010 – Odbyła się ekshumacja i kanoniczne rozeznanie relikwii ks. Jerzego. Podczas rekognicji pobrano małe cząstki kości na relikwie.
- 6 czerwca 2010 – W Warszawie na Placu Zwycięstwa, czyli Piłsudskiego beatyfikacja ks. Jerzego Popiełuszki[1].
- 19 października 2010 – Pierwsze liturgiczne wspomnienie błogosławionego ks. Jerzego[1].
- 19 października 2011 – w Toruniu odsłonięto pomnik ks. Popiełuszki
- 21 czerwca 2011 – Biskup płocki Piotr Libera ustanowił w Nunie nową parafię pw. bł. ks. Jerzego Popiełuszki.
- 15 sierpnia 2012 – nadania imienia bł. Jerzego Popiełuszki nowo wybudowanej kaplicy w krakowskim Bieżanowie.
- 20 września 2014 – Rozpoczęcie procesu kanonizacyjnego w Créteil we Francji[10].
- 17 października 2014 w Górsku otwarto kompleks muzealno-edukacyjny o nazwie Centrum Edukacji Młodzieży im. ks. Jerzego Popiełuszki[11]
- 19 października 2014 – Biskup rzeszowski Jan Wątroba podpisał dekret erygowania parafii pod wezwaniem Bł. Ks. Jerzego Popiełuszki w Rzeszowie.
- listopad 2014 – Metropolia Poznański ks. abp Stanisław Gądecki erygował w podpoznańskich Plewiskach nową parafię pod wezwaniem bł. Jerzego Popiełuszki.
- 16 lutego 2015 – Rada Miejska w Szczawnie-Zdroju nadała ulicy, przy której stanie nowy kościół Matki Bożej Częstochowskiej w Szczawnie-Zdroju na granicy z Wałbrzychem, imię ks. Jerzego Popiełuszki.
- 14 września 2015 – Koniec procesu, na etapie diecezjalnym, w sprawie domniemanego cudu za wstawiennictwem bł. ks. Jerzego. Akta procesu zostały przesłane do Kongregacji Spraw Kanonizacyjnych w Rzymie.